# A vér kötelez (film, 1993)
A vér kötelez (eredeti cím: Blood In Blood Out vagy Bound by Honor) 1993-ban bemutatott amerikai bűnügyi filmdráma Taylor Hackford rendezésében. Zenéjét Bill Conti szerezte.
A főbb szerepekben az akkoriban még feltörekvő színésznek számító Ving Rhames, Benjamin Bratt és Billy Bob Thornton látható. Hackford igazi húzónevek nélkül forgatta le a majdnem háromórás, erőszakos jelenetekkel tarkított, Los Angeles szegény negyedeiben élő emberek és utcai bandák őszinte portréját.

## Cselekmény
A történet az 1970-es évek elején, Kelet-Los Angelesben kezdődik. A film főhőse egy félvér mexikói fiú, Miklo. A javítóintézetből hazatérve találkozik családjával és két unokatestvérével, Pacovval és Cruzzal, akik a helyi területekért harcoló egyik bandához tartoznak. Miklo is csatlakozni szeretne, de sokszor kigúnyolják világos bőrszíne miatt. Miklo egy utcai összecsapást követően kivívja a többiek elismerését és bandataggá avatják, melyet a Vatos Locos monogramjának kézfejre történő tetoválásával szentesítenek. 
Cruz tehetséges festő, ösztöndíjat nyer a Képzőművészeti egyetemre. A család ennek tiszteletére nagy ünnepséget tart. Cruz egy lánnyal félrevonul, ekkor támadnak rá az ellenséges banda tagjai és kis híján megnyomorítják. Paco, Miklo és a többi bandatag másnap bosszút áll, végül Miklo lelövi az ellenséges banda vezérét, aki belehal sérüléseibe.
Miklo a San Quentin állami börtönbe kerül, Paco belép a amerikai tengerészgyalogsághoz, Cruz pedig csak bottal képes járni. Innentől kezdve újabb történet bontakozik ki. Miklo a börtönben védtelen és folytonos támadásoknak van kitéve, ezért elhatározza, hogy csatlakozik a szintén latin-amerikai származásúakból álló La Onda csoportosuláshoz. Ahogyan az utcán, úgy a börtön falai között is bandákba verődnek a hasonló származású és gondolkodású tagok. Miklo próbatétele, hogy a La Onda nagy ellenségének, az árja fajelméletet hirdető Aryan Vanguardnak az egyik tagját, Alt megölje, így a La Onda tagjává válhat. A három testvér jellemfejlődése és további sorsának alakulása teljesen eltérő. Pacóból, az egykor durva, keménykötésű, állandóan balhézó kölyökből tisztességes, elhivatott rendőrfelügyelő válik, míg Cruz gerincsérülése után nem képes újra talpra állni. Bár újult lelkesedéssel folytatja a festést, a heroin egyre inkább uralkodik rajta.
Miklo – miután a börtönben egyre előrébb jutott a ranglétrán – feltételesen szabadlábra kerül, találkozik Cruzzal, akinek öccse, Cruz hibájából tragikusan életét veszti. A család elfordul Cruztól és Paco sem foglalkozik vele, aminek következtében Cruz egyre mélyebbre süllyed a kábítószerek és az adósságok miatt. Kizárólag Miklo áll szóba vele. A kinti élet nehézségeinek következtében Miklo elevállal egy bankrablást. Balszerencséjére az egyik volt La Onda tag elárulja őt, Pacót és társát bízva meg a rablás megakadályozásával, így a két testvér fegyverrel a kezében szemtől szembe kerül egymással. Miklo elmenekül, de egyik lábán lövést kap, ezért azt később térdtől lefelé amputálni kell. A két testvér teljesen elfordul egymástól: amikor Paco felkeresi Cruzt, hogy enyhítsen a családi feszültségen, Cruz ellenségesen viselkedik. Felrója neki, hogy évekig nem is keresték és a saját vérét is képes lelőni. Miklo visszakerül a börtönbe, ahol már megbecsült tagként tisztelik és egyre nagyobb tekintélyt vív ki magának leleményes gondolkodásával. Érzi, hogy a kábítószerben van a pénz, de egyelőre még nem talál támogatókat.
Miután a La Onda vezére, Montana gyilkosság áldozata lesz, a börtönben elindulnak a bandaháborúk és a faji zavargások. A La Onda és Miklo az FGO nevű fekete közösségre (angolul, BGA – Black Guerrilla Army, mely a BGF – Black Guerilla Family változata is) gyanakszik. Az FGO vezére találkozót kér, esküdözve, hogy nincs közük a gyilkossághoz. Így a gyanú átterelődik az Árjákra. A La Onda és az FGO összefognak és együtt legyőzik őket. Azonban ez is egy csel volt Miklo részéről: miután az Árja vezéreivel végeztek, az FGO fontosabb tagjait is megölik, kivívva így a teljes egyeduralmat.
Közben Cruz nem tudja túltenni magát öccse halálán, de amikor a temetőben meglátogatja, a családja is megjelenik és kibékülnek. Miklo vezérré növi ki magát ám Paco és ő összevesznek, mert Paco úgy érzi, Miklo felhasználta őt saját céljai elérésének elérésében. A végső képsorokban Cruz – aki immár tiszta –, és Paco egy hatalmas falnál állnak, ahova Cruz mindhármukat felfestette nevető, ártatlan kamaszként. Paco eleinte gyűlölettel teli szavakat használ Miklóra és megtagadja őt, de Cruz hosszasan beszél neki a bűntudatról és a család fontosságáról. A két testvér összeölelkezik és a film – kőkemény története ellenére – pozitív befejezést sugall.

## Szereplők
| Szerep                 | Színész            | Magyar hang          |
| ---------------------- | ------------------ | -------------------- |
| Miklo Velka            | Damian Chapa       | Kálid Artúr          |
| Cruz Candelaria        | Jesse Borrego      | Koncz István         |
| Paco Aguilar           | Benjamin Bratt     | Szabó Sipos Barnabás |
| Montana Oseguera       | Enrique Castillo   | Vass Gábor           |
| Bonafide               | Delroy Lindo       | Barbinek Péter       |
| Magic                  | Victor Rivers      |                      |
| Red Ryder              | Tom Towles         |                      |
| Popeye                 | Carlos Carrasco    | Harsányi Gábor       |
| Wallace                | Theodore Wilson    |                      |
| Chuey                  | Raymond Cruz       |                      |
| Frankie                | Valente Rodriguez  |                      |
| Big Al                 | Lanny Flaherty     |                      |
| Lightning              | Billy Bob Thornton |                      |
| Geronimo               | Danny Trejo        | Bácskai János        |
| Mano                   | Victor Mohica      |                      |
| Realthing              | Luis Contreras     |                      |
| Ivan                   | Ving Rhames        | Áron László          |
| könyvtáros a börtönben | Richard Masur      |                      |
| Rollie McCann          | Thomas F. Wilson   | Balázsi Gyula        |
| Carmen                 | Lupe Ontiveros     |                      |

## A film készítése

### Az alapötlet
A La Bamba (1987) című zenés film, melyben a későbbi rendező, Taylor Hackford filmproducerként vett részt, anyagi sikert aratott. A film a chicano származású Ritchie Valens énekes-zeneszerző életét és a környezetében vele együtt élők hétköznapi nehézségeit elevenítette fel. Hackford, aki maga is hasonló közegben nőtt fel, ezzel a témával akart foglalkozni következő filmjében.
Ekkoriban kereste meg Hackfordot Edward James Olmos egy Blood In Blood Out című forgatókönyvvel, mely Ross Thomas krimiíró története alapján készült. A sztoriban három fiatal fiú szerepelt, a cselekmény jelentős része börtönben játszódott. Eredetileg Olmos szerette volna megrendezni a filmet, de Hackford, más formában, máshogyan akarta bemutatni a történetet. Hamarosan elváltak útjaik, de az eredeti ötlet mindkét alkotót megihlette.
Olmos megrendezte saját verzióját a három fiúról, a chicano bandákról és a börtönről, első nagyjátékfilmes rendezésében. Így került mozikba, egy évvel A vér kötelez bemutatója előtt az Életre-halálra (1992). Mind a két film bővelkedik – de mégis egyedi módon –, hasonló jelenetekben, ellenben egyik sem másolja a másikat. Másra helyezik a hangsúlyt, más irányban kibontakoztatva az alaptörténetet.
Hackford filmje eredetileg a Blood In Blood Out (spanyolul Sangre por sangre, ami annyit tesz, Vérrel vérért) címet viselte, azonban a film bemutatása előtt Bound by Honor lett a moziban forgalmazott, hivatalos angol címe. Arra a beavatási rituáléra utal, melynek során meg kell ölni valakit, hogy az illető beléphessen egy bandába – ezután már nem lehet kilépni és elhagyni az egységet. Ez gyakori beavatási szokás sok bandában, beleértve a börtönbandákat is, és ez a filmbéli La Onda mottója is.
A Hollywood Pictures azonban ragaszkodott a cím megváltoztatásához, mivel a stúdió úgy érezte, az erőszakra buzdítana Kelet-Los Angelesben és környékén. A Hollywood Pictures, a The Walt Disney Company leányvállalatának vezetői óvatosak voltak a film (beleértve annak címét) lehetséges társadalmi hatásait illetően, hiszen az 1992-es Los Angeles-i zavargások alig egy évvel a film bemutatója előtt történtek.
Az akkor néhány éve alapított stúdió egyik vezetője, Jeffrey Katzenberg, támogatta Hackfordot, azonban Michael Eisner, a vezérigazgató, nem akart kockáztatni, és mikor egy Las Vegas-i vetítésen verekedés tört ki az előcsarnokban ahol a filmet játszották, elég is volt indítéknak. az akkor még feljövőben lévő cég érdekeit nézve.
Szerencsére, a Disney Co. akkor elnöke látta a filmet és tetszett neki. Beleegyezett a bemutatóba, de javasolta, hogy más címet adjanak neki. Innen ered, a Bound by Honor ("Összeköt a becsület/ Becsülethez kötve")
Annak ellenére, hogy a közönség és a kritikusok jól fogadták, a limitált vetítés kevésbé tette lehetővé, majd széles körben, már nehezebben talált utat. Taylor Hackford rendező kijelentette, hogy nagyon elégedetlen volt ezzel a döntéssel, mivel a film üzenete pont az ellenkezője annak, amitől a stúdió tartott.
Az alkotók, az eredeti címet meghagyták a filmben.
Rengeteg, később ismert arc tűnik fel a filmben, mint például az FGO vezért alakító Delroy Lindo vagy a szótlan, Danny Trejo, de a Paco rendőrtársát alakító Thomas F. Wilson is ismerős lehet, hiszen ő játszotta a nagyszájú Biffet, a Vissza a jövőbe című filmben.
A börtönben, magánzárkában levő Montana "szomszédja", Wallace, akit egy, Theodore Wilson nevű színész alakított, röviddel a jelenetei felvétele után, 1991 júliusában meghalt.
A film egyik írója, Jimmy Santiago Baca, latin származású amerikai költő, akinek – a rendező, Taylor Hackford külön kérésére – ez volt az első filmforgatókönyve. Baca, – aki maga is megjárta börtönt és a hetvenes években ott tapasztalt állapotokból nagyban merített a történetbe– maga is szerepel a filmben. Ő, Montana zárkatársa, jobbkeze, emellett producerként is részt vett a produkcióban.
A Miklót alakító Damian Chapa, akinek édesapja szintén Chicano – erről maga beszél egy dokumentumfilmben –, 2011-ben megrendezte a Vatoc Locos, majd 2016-ban, a Streets of L. A  című filmet, mely nem közvetlen folytatása a műnek, inkább a Los Angeles-i utcákon zajló bandaháborúkat tovább boncolgató darabja. Mindkét filmben egy Mickey Solis nevű karaktert alakít, így nem kötődik az alapműhöz.
Az első változat, melyet a stáb maguk között levetített, egy öt órás verzió volt. Amikor azonban Damian Chapa megnézte, jelezte a rendezőnek, hogy túl hosszú lesz a film.
Felvetődött az ötlet, hogy trilógia készül a filmből. Az első történetben sokkal inkább Pacóra és – a filmből teljesen kivágott – barátnőjére koncentrál, míg a második a börtön falai között játszódna s végül a befejezés lett volna a harmadik rész.

## Rendezői változat és kivágott jelenetek
A rendezői változat, több jelenet hosszabb verziója.
A rendezői változatban szereplő jelenetek
Mikor Paco elviszi Miklót, Cruzitóhoz és együtt elmennek a fenyőhöz, akkor Paco, egy marihuánás cigit vesz elő és látni, ahogyan a kocsiban beszélgetnek, nevetgélnek.
Cruz, a díjátadón, ahol ösztöndíjat nyer, hosszabb beszédet mond.
Miklo börtönbe kerülésének pillanatában, azt is láthatjuk, amint bekísérik a cellájába egy másik rabbal és egy őr beszél hozzájuk.
Az ebédlőben, amikor Popeye körbevezeti Miklót és bemutat mindenkit, akkor odaszól az FGO vezérének, Bonafide-nak és egy néhány mondatos összetűzés alakul ki köztük.
Ugyanezen jelenetben, Popeye az Árják vezérével is nézeteltérést produkál, aki magához rántja, de Montana és Magic jeleznek a harcosoknak, hogy legyenek készenlétben.
Popeye és Miklo sétálnak az udvaron, mikor hangosan kiabálják az őrök, hogy félre, mert halálra ítéltet hoznak, aki mellettük sétál el.
Cruz kiállításán, mikor elegáns ruhában, gyűjtők között sétálgat, megjelennek a barátai, akikkel elmegy, majd mikor visszajön, teljesen be vannak lőve és a földön hemperegnek.
Mikloék kezébe kerül a szerencsejáték és ő, körbe megy a börtönben, beszedni a fogadásra szánt pénzeket, Popeye követi őt és cinikusan beszél hozzá, melyre Miklo gyanakodva reagál.
Paco, lebuktatja Carmen droghálózatát és elkapja Popey-t is, meg Smokey-t. Mikor kihallgatja, Popeye átkiabál neki, hogy semmit ne mondjon.
Miklót a feltételes szabadlábra helyezésben döntő bizottság szabadon engedi és az udvaron odamegy Montana mellé és boldogan újságolja el neki a hírt, mire Magic és a többiek is átölelik és vele együtt örülnek.
Popeye találkozik Smokey-val. Egy dobozt ad át neki, majd utána gyomron szúrja és elkezdi üldözni. Rálőnek, de elmenekül. Ezután hívja fel Pacót, hogy kitálaljon mindenről.
Montana halálakor, a rabok, felégetnek szinte mindent a börtönben. Azt is látni a jelenet folytatásában, hogy Miklo, Geronimo, Magic veszekednek. Magic sírva, indulatosan elindul, hogy megbosszulja, de Miklo lefogja őt és próbálja őket meggyőzni, hogy a Vezér terveit, álmait kell követni.
Mikor a La Onda elkezdi az FGO vezéreket is megölni, megtámadják, Bonafide-ot, aki ellenáll és itt, teljesen más a végzete, mint az eredeti verzióban. Magic szúrja le hátulról, nem Geronimo!
Kivágott jelenetek
1. Paco és barátnőjének jeleneteit, teljesen törölték a filmből. A barátnő neve, Alma, aki a rendőrfőnök lánya, aki ellenzi kapcsolatukat. Az eredeti bemutatóban, néhány kép erejéig, látni lehet őket.
2. Mikor Paco és csapata, rajta üt Spideren, a jelenet kibővítése, hogy Paco egy puskával szétlövi Spider autóját.
3. Montana halálakor, Paco elmondja Miklónak, hogy a Vezért megölték. Ennek a párbeszédnek csak a vége került bele a filmbe.
4. Spider, mikor a kilátást nézi, hosszabban sorolja fel, hogy mit és hogyan fog felépíteni.
5. Paco és barátnője, Alma, egy szobában csókolóznak.
6. Cruz és a lány, akivel félrevonul a bulin. Ez egy hosszabb jelenet és csak a vége, mikor már Cruz, levetkőzteti a lányt került bele.
7. Cruz és barátnője, Kézen fogva sétálgatnak.
8. Cruz, mikor a festménye előtt összeveszik Pacóval, belerúg egy dobozba. Itt több vágókép ugrik be, miközben Cruz, kivágja Juanito képét a festményről.
9. Alternatív jelenet: Smokey ahogyan kifut az épületéből, miután bedobta a gránátot.
10. Bővített jelenet, mikor Spider-t legyőzik, Miklo és Paco ölelkeznek és nevetve szaladnak le a dombról.
11. Paco és társa, Rollie, kisétálnak a rendőrség épületéből és beszélgetnek.
12. Egy kibővített jelenet, ahol egy interjúban Adan Hernandez művész – aki maga is játszik a filmben és a filmbeli festmények az ő munkái[26][27] – Cruz festményeiről, azoknak, karakteréről beszél.
13. A kórházban: Egy jelenet, mikor Miklo, Paco és Juanito a kórház várótermében vannak (amiben Cruz tartózkodik).
14. Ahol Miklo dolgozik, a gumiabroncsokok között és beszélget az egyik hasonló sorsú munkatársával, hogy Popeye, leszed a pénzükből. Eredetileg sokkal hosszabb a jelenet.
15. Miklo hosszan tekint körbe a cellájából.
16. Alternatív befejezés : az 5 órás verzió, egy másik befejezést takart, amelyben Cruz, Frankie, Chuey szerepelt Paco helyett. Ez a befejezés egy eredetileg a 2. részhez tervezett befejezést jelentett volna. Mikor azonban, a filmet vágták, úgy döntöttek, hogy újraforgatják, hogy pozitívabb lezárást adjanak filmnek.
17. Gato halála: Gato, Monatana jobbkeze volt s a Halottak napján tartott ünnepség alatt történő mészárláskor, ő is áldozat lesz. Feltételezhető, mintha Miklo utasítására történt volna.

18. Bonafide halála után, Magic hosszabb ideig néz a zárkán keresztül.
Nem tudni, pontosan hány jelenet lett kivágva, hiszen a felsoroltak nagy része, trailerek és Tv- Spot-okból származnak.

## A film utóélete
A bemutatása után, kezdte élni, igazán, önálló életét. Nagyban segítette a nemzetközi VHS forgalmazás melynek köszönhetően sok helyre eljutott, és lett ismert.
Évtizedekkel a bemutatója után is érdeklődés övezi.
A stáb tagjai, több alkalommal is szerepeltek, különböző rendezvényeken, interjúkon, melyeknek központi témája a film, annak elkészülte, mondanivalója, jelentősége.
A film főcímzenéje .